# Suzaku
Keizer Suzaku (朱雀天皇, Suzaku-tennō, 7 september 923 – 6 september 952) was de 61e keizer van Japan, volgens de traditionele opvolgingsvolgorde. Hij regeerde volgens de traditionele Japanse kalender van de 22e dag van de 9e maand van Enchō 8 (930) tot de 20e dag van de 4e maand van Tengyō 9 (946).
Suzaku's mausoleum, Daigo no misasagi; bevindt zich in Fushimi-ku nabij de Boeddhistische tempel Daigo-ji.

## Genealogie
Suzaku’s persoonlijke naam (zijn imina) was Hiroakira-shinnō. Hij stond ook bekend als Yutaakira-shinnō.
Hiroakira-shinnō was de 11e zoon van keizer Daigo en keizerin Onshi, een dochter van de regent Fujiwara no Mototsune.
Suzaku had zelf twee keizerinnen. Hij kreeg zelf slechts een kind: prinses Masako.

## Leven
De reden dat Suzaku tot erfgenaam van keizer Daigo werd benoemd was dat zijn oudere broer, die eigenlijk kroonprins was, en diens zoon beiden onverwacht op jonge leeftijd stierven.
Toen Suzaku slechts acht jaar oud was, stond zijn vader de troon al aan hem af omdat hij zelf zwaar ziek was geworden. Bij Suzaku’s troonsbestijging werd aan een nieuwe tijdsperiode begonnen genaamd Jōhei.
Tijdens zijn keizerschap maakte Suzaku Fujiwara Tadahira tot eerste minister. In 940 deed Taira no Masakado een greep naar de macht door de regio Kanto te veroveren en zichzelf tot keizer uit te roepen, maar hij werd verslagen door het keizerlijk leger onder bevel van Taira Sadamori. In 941 ondernam Fujiwara Sumitomo een opstand tegen keizer Suzaku, maar ook hij werd verslagen.
Na 16 jaar te hebben geregeerd, deed Suzaku troonsafstand. Zijn broer, Murakami, nam de troon over. In totaal besloeg Suzaku’s regeerperiode drie tijdsperiodes van de Japanse geschiedenis:
- Enchō (923-931)
- Jōhei (931-938)
- Tengyō (938-947)

* Regent Jingu staat niet op de traditionele lijst.